# Jan Hendrik Stuffken

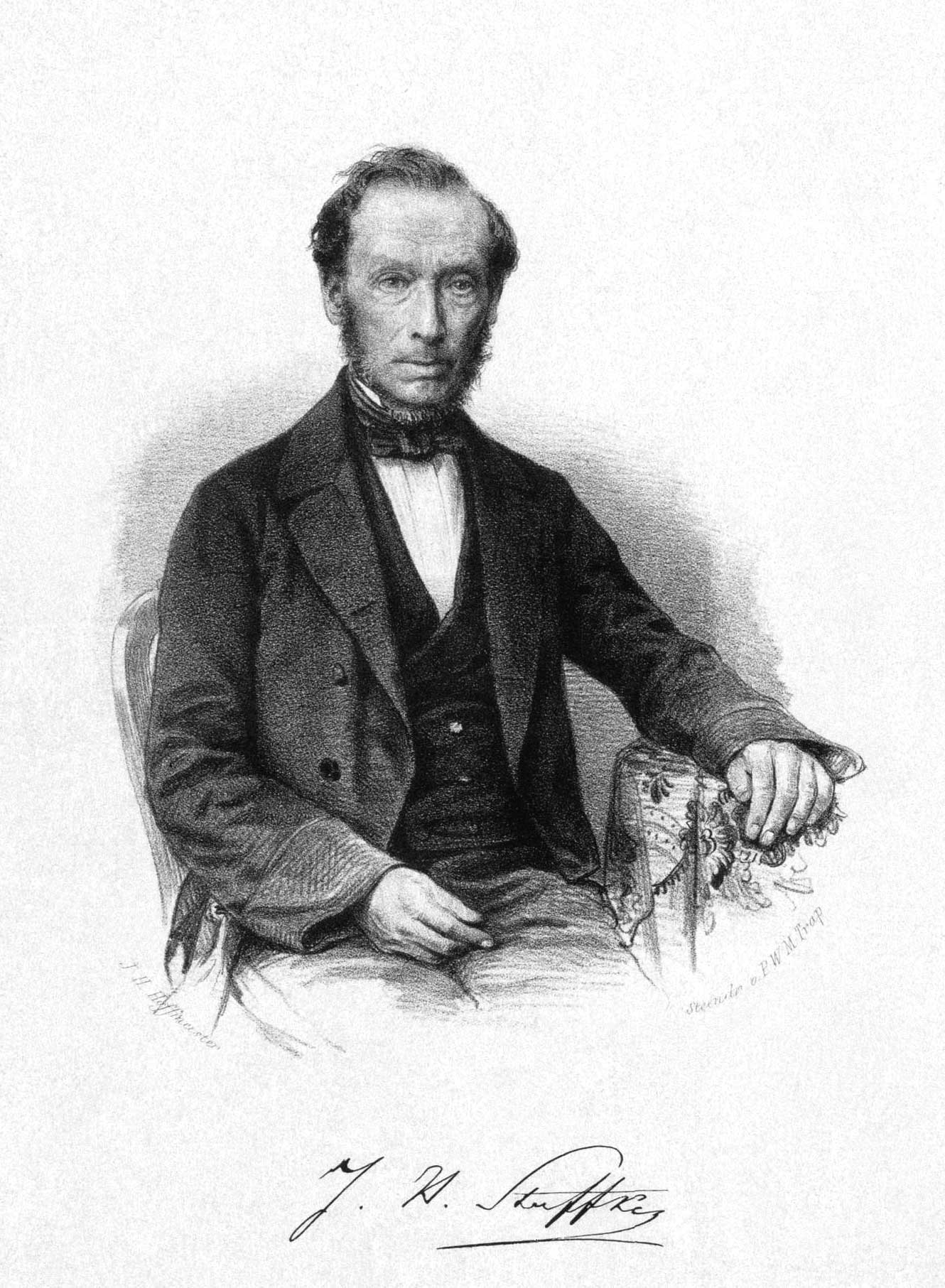
Jan Hendrik Stuffken, vor 1851

Jan Hendrik Stuffken (* 14. Mai 1801 in Amsterdam; † 10. Mai 1881 in Arnhem) war ein niederländischer Theologe und Philosoph.

## Leben
Jan Hendrik war Sohn des Konditors Rutger Stuffken (* 17. Januar 1762 in Voorst; † 1. Oktober 1813 in Amsterdam) und dessen Frau Dirkje van Hulshergen (* 1765 in Hattem; † 22. September 1826 in Amsterdam). Im Oktober 1820 besuchte er das Athenaeum Illustre Amsterdam und immatrikulierte sich am 5. Juni 1822 an der Universität Leiden, wo er ein Studium der Literatur und Theologie absolvieren wollte.  Hier besuchte er die Vorlesungen bei Johannes van Voorst, Johann Clarisse, Nicolaas Christiaan Kist, Lucas Suringar, Johannes Henricus van der Palm, Joannes Willmet (1750–1835) und Wessel Albertus van Hengel.
Am 24. Juni 1828 promovierte er mit der Abhandlung Theodosii Magni in rem Christianam meritis zum Doktor der Theologie. Nachdem er Kandidat des Pfarramts geworden war, wurde er am 14. September 1828 Pfarrer in Haaften. Er hatte in der Folge einige Artikel in den Fachjournalen seiner Zeit verfasst, wurde daher am 9. September 1845 per königlichen Beschluss zum Professor der reflektierenden Philosophie und Literatur an der Universität Leiden berufen. Sein Lehrauftrag umfasste die Logik, Metaphysik und Geschichte der Philosophie. Dieses Amt trat er am 16. März 1846 mit der Rede de eo quod in academia spectat studium Philosophiae an. In dieser Eigenschaft beteiligte er sich auch an den organisatorischen Aufgaben der Hochschule und war 1858/59 Rektor der Alma Mater.
Diese Aufgabe legte er mit der Rede de modo quo experientia omnis nostrae cognitionis fons sit habendus unicus nieder. Am 17. April 1840 wurde er korrespondierendes Mitglied der königlich niederländischen Instituts der Wissenschaften in Amsterdam. Seine kritische Haltung zur theologischen Auffassung in den Niederlanden, ermöglichten ihm kein Aufstieg in die theologische Fakultät der Leidener Hochschule. Am 15. Juli 1871 wurde er per königlichen Beschluss auf eigenen Wunsch hin emeritiert und verließ am 1. August desselben Jahres die Hochschule. Er begab sich später nach Arnhem, wo er schließlich verstarb.

## Familie
Am 14. Mai 1830 hatte sich Stuffken in Zullichem mit Clasina Jacoba Carlier  (* 17. September 1807 in Winssen; † 12. September 1849 in Leiden), die Tochter von Adrianus Carlier (* 17. November 1770; † 2. Februar 1821 in Winsen) und dessen Frau Magaretha van der Sanden († 10. März 1810), verheiratet. Aus der Ehe sind Kinder hervorgegangen. Von diesen kennt man:
- Rutger Stuffken (* 16. Februar 1831 in Haaften; † 18. Januar 1911 in Brüssel)
- Adrianus Stuffken  (15. Juli 1832 in Haaften; † 24. September 1871 in Alblasserdam)
- Diderika Geertruida Maria Stuffken (* 6. Februar 1834 in Haaften; † 15. April 1860 in Leiden)
- Johannes Adianus Stuffken (* 23. Oktober 1835 in Haaften; † 15. Dezember 1897 in Amsterdam)
- Hendrik Willem Stuffken (* 8. Januar 1837 in Haaften; † 19. März 1882 in Ubbergen)
- Nikolaas Gerhardus Stuffken (* 22. November 1838 in Haaften; † 19. Januar 1867 in Leiden)
- Jan Hendrik Stuffken (* 14. September 1840 in Haaften; † 11. Januar 1919 in Den Haag)
- Margaretha Anna Maria Stuffken (* 15. Februar 1843 in Haaften; † 1. Juni 1910 in Velp)
- Hendrik Jan Stuffken (* 5. Januar 1845 in Haaften; † 30. Juni 1882 in Hellevoetsluis)

## Werke
- Dissertatio de Theodosii in rem christianum meritis. Leiden, 1828
- Over de kerkelijke overlevering. In: Verh. Tayler GG. XXXIII. Haarlem 1840
- Het gezag der apostelen volgens de eerste christen-leeraars. Eene verdediging der voorstelling daarvan in zijne verhandeling over de kerkelijke overlevering tegen .... Vinke. Zalt-Bommel 1844
- De eo quod in Academia special studium philosophiae. Leiden, 1846
- Oratio de modo quo experientia omnis nostrae cognitionis fons sit habendus unicus. Leiden 1859
- De herziening van het Reglement op het bestuur der kerken (...). Leiden 1861.
- Brief aan mr. W. B. S. Boeles naar aanleiding van zijne verhandeling getiteld: Scheiding van kerk en staat. Leiden 1868.